# Nuevo Casas Grandes
Nuevo Casas Grandes, auch bekannt als Casas Grandes Nueva, ist eine Stadt in Mexiko im Bundesstaat Chihuahua mit 55.553 Einwohnern (2010). Sie liegt am Río Casas Grandes und Río San Miguel, in der Nähe der Sierra Madre Occidental. Nuevo Casas Grandes ist Verwaltungssitz des gleichnamigen Municipio Nuevo Casas Grandes und außerdem Sitz des Bistums Nuevo Casas Grandes.

## Geschichte
Nuevo Casas Grandes wurde 1870 gegründet und ist benannt nach der wenige Kilometer entfernten Stadt Casas Grandes. Wegen des Baus einer Eisenbahnstrecke wanderten viele Leute nahe der Strecke ab.

## Verkehr
Nuevo Casas Grandes besitzt einen Flughafen.

## Städtepartnerschaften
Seit 1996 besteht eine Städtepartnerschaft mit Colorado Springs, Colorado.

## Persönlichkeiten
- Uziel Muñoz (* 1995), Leichtathlet